# Jagodówka (ptak)
Jagodówka, fletówka żółtoboczna (Hylocitrea bonensis) – gatunek małego ptaka z rodziny jagodówek (Hylocitreidae), której jest jedynym przedstawicielem. Jest endemitem indonezyjskiej wyspy Celebes.

## Systematyka

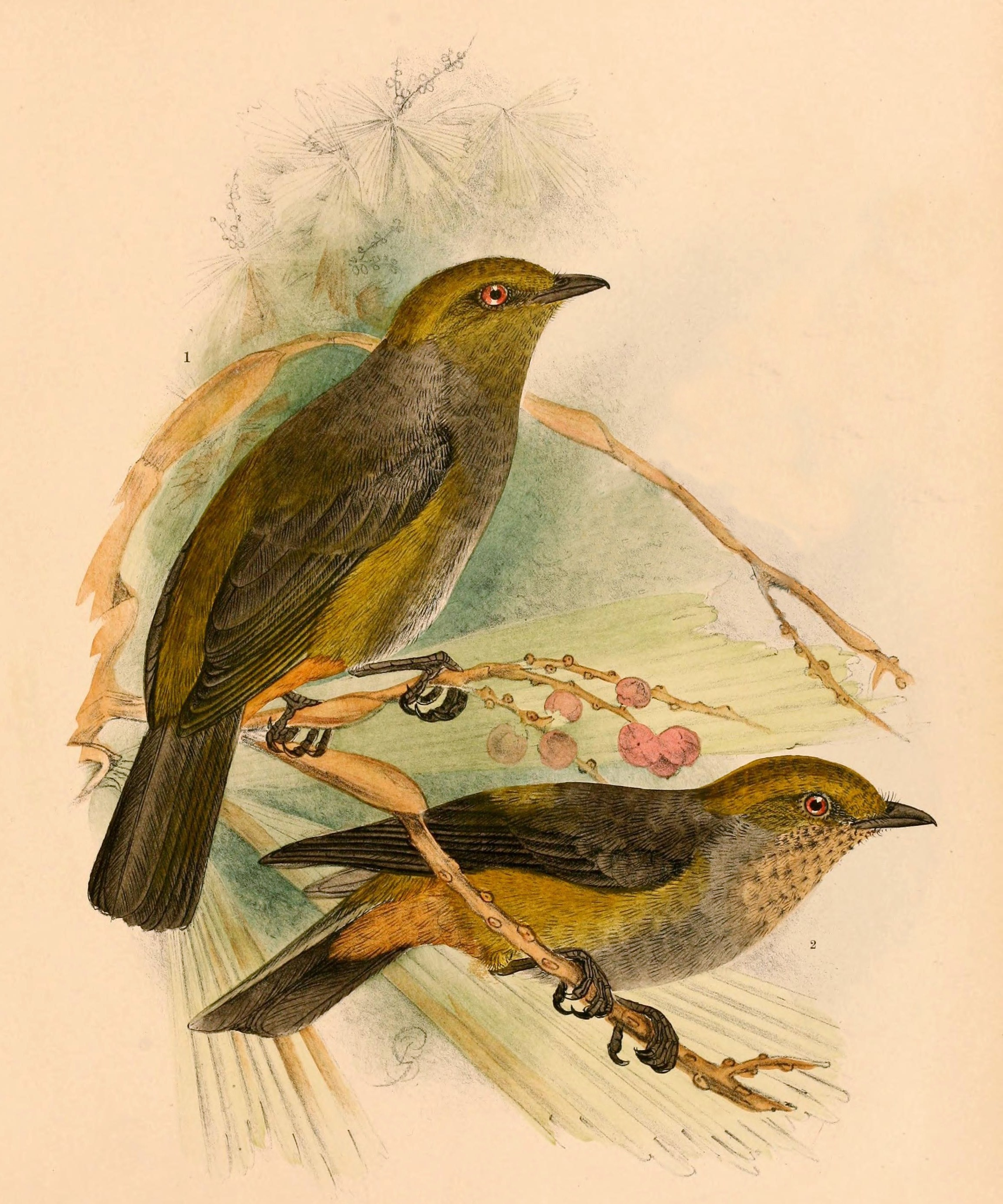
Samiec (u góry) i samica podgatunku bonthaina (The birds of Celebes and the neighbouring islands, 1898)

Jagodówki należą do grupy blisko spokrewnionych rodzin składającej się z: palmowców (Dulidae), persówek (Hypocoliidae), reliktowców (Mohoidae), jedwabniczek (Ptilogonatidae) i jemiołuszek (Bombycillidae). Niektórzy autorzy umieszczają jagodówkę w rodzinie fletówek (Pachycephalidae) lub persówek (Hypocoliidae).
Wyróżniono dwa podgatunki H. bonensis:
- jagodówka szaropierśna (H. bonensis bonensis) – północny, środkowy i południowo-wschodni Celebes
- jagodówka brązowopierśna (H. bonensis bonthaina) – południowo-zachodni Celebes

Na liście ptaków świata opracowywanej we współpracy BirdLife International z autorami Handbook of the Birds of the World taksony te uznawane są za osobne gatunki.

## Morfologia
Długość ciała 14–15 cm. Upierzenie w większości szare i oliwkowo-brązowe, boki ciała i kuper oliwkowo-żółte.

## Występowanie i środowisko
Jagodówka występuje endemicznie na Celebesie należącym do Indonezji. Zamieszkuje górskie, pierwotne lasy.

## Status
W Czerwonej księdze gatunków zagrożonych Międzynarodowej Unii Ochrony Przyrody od 2016 roku podgatunki jagodówki traktowane są jako odrębne gatunki i klasyfikowane następująco:
- H. (b.) bonensis – gatunek najmniejszej troski (LC, Least Concern). Liczebność populacji nie została oszacowana, ale ptak ten opisywany jest jako średnio pospolity lub pospolity na wyższych wysokościach, w reszcie zasięgu rzadki. BirdLife International uznaje trend liczebności populacji za spadkowy ze względu na utratę siedlisk leśnych[5][15].
- H. (b.) bonthaina – gatunek zagrożony (EN, Endangered). Liczebność populacji szacowana jest na 2500–9999 dorosłych osobników. BirdLife International uznaje trend liczebności populacji za prawdopodobnie silnie spadkowy ze względu na szybko postępującą utratę i degradację siedlisk[16].